# Lista över hemvideoutgivningar av That '70s Show
That '70s Show släpptes på DVD i region 1, 2 och 4 av Fox Home Entertainment, med två säsonger per år. Hela serien släpptes i region 1 den 14 oktober 2008.
Den 4 maj 2011 meddelade Mill Creek Entertainment att man köpt rättigheterna till att återutge hela serien på DVD i region 1. och man började återutge de sex första säsongerna  Säsongerna 7 och 8 återutgavs den 12 mars 2013.
Den 12 oktober 2011 meddelade att man arbetade med att släppa serien på bluray den 12 januari 2012. Dock flyttades datumet fram till 20 mars samma år. och säsong 2 till 16 oktober 2012.
Den 14 maj 2013 släppte Mill Creek DVD-utgåvan That '70s Show - The Complete Series, som innehöll hela serien, i Region 1.
Till skillnad från Fox utgåvor, innehåller de från Mill Creek de ursprungliga TV-sända versionerna, oftast med originalmusiken.

## Hemvideoutgåvor

### DVD
|        | \| Säsong \| Säsong \| Avsnitt \| Releasedatum \| Releasedatum \| Releasedatum \| Övriga bonusar \| \| Säsong \| Säsong \| Avsnitt \| Region 1 \| Region 2 \| Region 4 \| Övriga bonusar \| \| ------ \| ------------------- \| ------- \| ---------------------------------------------- \| ----------------- \| ---------------------------------------------------------------- \| -------------------------------------------------------------------------------------------------------------------------------------------------------------------------------------------------------------------------------------------------------------------------------------------------------------------------------------------------------------------------------------------------------------------------------------------------------------------------------- \| \| \| 1 \| 25 \| 26 oktober 2004 13 september 2011 (återutgåva) \| 15 maj 2005 \| 21 september 2005 (del 1 och 2) 24 maj 2006 (Kompletta säsongen) \| Kortfilm "Hello Wisconsin!" Säsong 1 That '70s Tributshow Promo-Palooza \| \| \| \| \| \| \| \| \| \| \| 2 \| 26 \| 19 april 2005 13 september 2011 (återutgåva) \| 19 september 2005 \| 21 september 2005 (del 1 och 2) 24 maj 2006 (Kompletta säsongen) \| Ljudkommentarer Hyllningar för varje avsnitt, kombinerad på skivan de är på Bakom scenen: Kortfilm Kelsos hyllingssång (skiva 3) Bakom scenen: Kortfilm Jackie fortsätter (skiva 4) Bakom scenen: Kortfilm Holy Crap! (Skiva 4) Bakom scenen: Kortfilm Red blir vansinning (skiva 4) Bakom scenen: Kortfilm tjejbråksklubben (skiva 4) Bakom scenen: Kortfilm Måne över Point Place (skiva 4) Musikvideo Kontrollpunkt (skiva 4) Översikt över That '70s Show säsong 2 (skiva 4) \| \| \| \| \| \| \| \| \| \| \| 3 \| 25 \| 15 november 2005 3 april 2012 (återutgåva) \| 27 februari 2006 \| 24 maj 2006 \| Arton förspel Ljudkommentarer Översikt över säsong 3 \| \| \| \| \| \| \| \| \| \| \| 4 \| 27 \| 9 maj 2006 3 april 2012 (återutgåva) \| 21 augusti 2006 \| 9 augusti 2006 \| Hyllingar över avsnitt Fyra David Trainer-kommentarer Hyllningar för varje avsnitt En '70-talstillbakablick: Laura Prepon och Mila Kunis \| \| \| \| \| \| \| \| \| \| \| 5 \| 25 \| 17 oktober 2006 4 september 2012 (återutgåva) \| 2 april 2007 \| 18 april 2007 \| Hyllningar för varje avsnitt Säsong 5 på 5 minuter En '70-talstillbakablick: Wilmer Valderrama En '70-talstillbakablick: Danny Masterson Hyllningar för varje avsnitt \| \| \| \| \| \| \| \| \| \| \| 6 \| 25 \| 8 maj 2007 4 september 2012 (återutgåva) \| 6 augusti 2007 \| 15 augusti 2007 \| En '70-talstillbakablick: Debra Jo Rupp En '70-talstillbakablick: Kurtwood Smith Säsong 6 på sex minuter 3 kommentarer med David Trainer \| \| \| \| \| \| \| \| \| \| \| 7 \| 25 \| 16 oktober 2007 12 mars 2013 (återutgåva) \| 21 januari 2008 \| 23 januari 2008 \| En 70-talstillbakablick: Don Stark 3 Kommentarer med David Trainer Bakom polyestern: Kortfilm om att skriva That '70s Show Kortfilm om That Seventh '70s säsong Hyllningar för varje avsnitt \| \| \| \| \| \| \| \| \| \| \| 8 \| 22 \| 1 april 2008 12 mars 2013 (återutgåva) \| 9 juni 2008 \| 9 april 2008 \| En '70-talstillbakablick: Tommy Chong & Josh Myers That '70s uppsättningsguide med David Trainer Kortfilm:CH-CH-CHANGES! Topher Grace-"Eric" Ashton Kutcher-"Kelso" Laura Prepon-"Donna" Mila Kunis-"Jackie" Danny Masterson-"Hyde" Wilmer Valderrama-"Fez" Kurtwood Smith & Debra Jo Rupp-"Red & Kitty" Don Stark-"Bob" Hyllningar för varje avsnitt \| \| \| \| \| \| \| \| \| \| \| The Complete Series \| 200 \| 14 oktober 2008 14 maj 2013 (återutgåva) \| 16 augusti 2010 \| N/A \| Innehåller alla bonussaker från tidigare DVD-utgåvor. En "årsbok" innehållades anteckningar från filmregissören, intervjuer med skådespelarna, tidslinjer och foton på karaktärer. Ett manus från det sista avsnittet signerad av skådespelarna. \| \| \| \| \| \| \| \| \| |         |                                                |                   |                                                                  | |
| Säsong | Säsong | Avsnitt | Releasedatum                                   | Releasedatum      | Releasedatum                                                     | Övriga bonusar |
| Säsong | Säsong | Avsnitt | Region 1                                       | Region 2          | Region 4                                                         | Övriga bonusar |
|        | 1 | 25      | 26 oktober 2004 13 september 2011 (återutgåva) | 15 maj 2005       | 21 september 2005 (del 1 och 2) 24 maj 2006 (Kompletta säsongen) | Kortfilm "Hello Wisconsin!" Säsong 1 That '70s Tributshow Promo-Palooza |
|        | |         |                                                |                   |                                                                  | |
|        | 2 | 26      | 19 april 2005 13 september 2011 (återutgåva)   | 19 september 2005 | 21 september 2005 (del 1 och 2) 24 maj 2006 (Kompletta säsongen) | Ljudkommentarer Hyllningar för varje avsnitt, kombinerad på skivan de är på Bakom scenen: Kortfilm Kelsos hyllingssång (skiva 3) Bakom scenen: Kortfilm Jackie fortsätter (skiva 4) Bakom scenen: Kortfilm Holy Crap! (Skiva 4) Bakom scenen: Kortfilm Red blir vansinning (skiva 4) Bakom scenen: Kortfilm tjejbråksklubben (skiva 4) Bakom scenen: Kortfilm Måne över Point Place (skiva 4) Musikvideo Kontrollpunkt (skiva 4) Översikt över That '70s Show säsong 2 (skiva 4) |
|        | |         |                                                |                   |                                                                  | |
|        | 3 | 25      | 15 november 2005 3 april 2012 (återutgåva)     | 27 februari 2006  | 24 maj 2006                                                      | Arton förspel Ljudkommentarer Översikt över säsong 3 |
|        | |         |                                                |                   |                                                                  | |
|        | 4 | 27      | 9 maj 2006 3 april 2012 (återutgåva)           | 21 augusti 2006   | 9 augusti 2006                                                   | Hyllingar över avsnitt Fyra David Trainer-kommentarer Hyllningar för varje avsnitt En '70-talstillbakablick: Laura Prepon och Mila Kunis |
|        | |         |                                                |                   |                                                                  | |
|        | 5 | 25      | 17 oktober 2006 4 september 2012 (återutgåva)  | 2 april 2007      | 18 april 2007                                                    | Hyllningar för varje avsnitt Säsong 5 på 5 minuter En '70-talstillbakablick: Wilmer Valderrama En '70-talstillbakablick: Danny Masterson Hyllningar för varje avsnitt |
|        | |         |                                                |                   |                                                                  | |
|        | 6 | 25      | 8 maj 2007 4 september 2012 (återutgåva)       | 6 augusti 2007    | 15 augusti 2007                                                  | En '70-talstillbakablick: Debra Jo Rupp En '70-talstillbakablick: Kurtwood Smith Säsong 6 på sex minuter 3 kommentarer med David Trainer |
|        | |         |                                                |                   |                                                                  | |
|        | 7 | 25      | 16 oktober 2007 12 mars 2013 (återutgåva)      | 21 januari 2008   | 23 januari 2008                                                  | En 70-talstillbakablick: Don Stark 3 Kommentarer med David Trainer Bakom polyestern: Kortfilm om att skriva That '70s Show Kortfilm om That Seventh '70s säsong Hyllningar för varje avsnitt |
|        | |         |                                                |                   |                                                                  | |
|        | 8 | 22      | 1 april 2008 12 mars 2013 (återutgåva)         | 9 juni 2008       | 9 april 2008                                                     | En '70-talstillbakablick: Tommy Chong & Josh Myers That '70s uppsättningsguide med David Trainer Kortfilm:CH-CH-CHANGES! Topher Grace-"Eric" Ashton Kutcher-"Kelso" Laura Prepon-"Donna" Mila Kunis-"Jackie" Danny Masterson-"Hyde" Wilmer Valderrama-"Fez" Kurtwood Smith & Debra Jo Rupp-"Red & Kitty" Don Stark-"Bob" Hyllningar för varje avsnitt |
|        | |         |                                                |                   |                                                                  | |
|        | The Complete Series | 200     | 14 oktober 2008 14 maj 2013 (återutgåva)       | 16 augusti 2010   | N/A                                                              | Innehåller alla bonussaker från tidigare DVD-utgåvor. En "årsbok" innehållades anteckningar från filmregissören, intervjuer med skådespelarna, tidslinjer och foton på karaktärer. Ett manus från det sista avsnittet signerad av skådespelarna. |
|        | |         |                                                |                   |                                                                  | |

### Fotnoter
1. ↑  ”That '70s Show” (på engelska). TV Shows on DVD. 14 oktober 2008. Arkiverad från originalet den 13 juli 2015. https://web.archive.org/web/20150713122559/http://www.tvshowsondvd.com/releases/70s-Complete-Series/7969. Läst 11 juli 2015.
2. ↑  ”Mill Creek Entertainment and Carsey-Werner Television Distribution Ink Deal to Release That '70s Show”. Millcreekent.com. Arkiverad från originalet den 28 september 2013. https://web.archive.org/web/20130928162526/https://www.millcreekent.com/media/pdf/May%202011%20CarseyWerner%20Press%20Release%20-%20FINAL.pdf. Läst 7 oktober 2013.
3. ↑  ”That '70s Show DVD news: Announcement for That '70s Show - Season 1 and That '70s Show - Season 2 and That '70s Show - Biggest Hits” (på engelska). TV Shows on DVD. 30 juni 2011. Arkiverad från originalet den 10 november 2013. https://web.archive.org/web/20131110030734/http://www.tvshowsondvd.com/news/70s-Seasons-1-and-2-and-Biggest-Hits/15592. Läst 7 oktober 2013.
4. ↑  ”That '70s Show DVD news: Announcement for Season 3 and Season 4” (på engelska). TV Shows on DVD. 23 februari 2012. Arkiverad från originalet den 10 november 2013. https://web.archive.org/web/20131110031602/http://www.tvshowsondvd.com/news/70s-Seasons-3-and-4/16575. Läst 7 oktober 2013.
5. ↑  ”That '70s Show DVD news: Announcement for Season 5 and Season 6” (på engelska). TV Shows on DVD. 13 juli 2012. Arkiverad från originalet den 10 november 2013. https://web.archive.org/web/20131110030732/http://www.tvshowsondvd.com/news/70s-Seasons-5-and-6/17229. Läst 7 oktober 2013.
6. ↑  ”That '70s Show DVD news: Announcement for That '70s Show - Season 7 and That '70s Show - Season 8” (på engelska). TV Shows on DVD. 14 januari 2013. Arkiverad från originalet den 10 november 2013. https://web.archive.org/web/20131110030732/http://tvshowsondvd.com/news/70s-Seasons-7-and-8/17954. Läst 7 oktober 2013.
7. ↑  ”That '70s Show - Season 1” (på engelska). TV Shows on DVD. 20 mars 2025. Arkiverad från originalet den 13 juli 2015. https://web.archive.org/web/20150713122110/http://www.tvshowsondvd.com/releases/70s-Season-1-Blu-ray/11745. Läst 11 juli 2015.
8. ↑  ”That '70s Show - Season 2” (på engelska). TV Shows on DVD. 16 oktober 2012. Arkiverad från originalet den 13 juli 2015. https://web.archive.org/web/20150713123410/http://www.tvshowsondvd.com/releases/70s-Season-2-Blu-ray/12562. Läst 11 juli 2015.
9. ↑  ”That '70s Show DVD news: Announcement for That '70s Show - The Complete Series” (på engelska). TV Shows on DVD. Arkiverad från originalet den 22 maj 2013. https://web.archive.org/web/20130522040050/http://www.tvshowsondvd.com/news/70s-The-Complete-Series/18205. Läst 7 oktober 2013.
10. ↑  ”Michael Giltz: DVDs: TV's Roseanne - A Working Class Comedy at a Working Class Price!” (på engelska). Huffingtonpost.com. 29 september 2011. http://www.huffingtonpost.com/michael-giltz/dvds-tvs-roseanne----a-wo_b_986438.html. Läst 7 oktober 2013.